# Maude George
Maude George (Riverside, 15 agosto 1888 – Sepulveda, 10 ottobre 1963) è stata un'attrice statunitense che lavorò nel cinema all'epoca del muto. Fu autrice anche di qualche sceneggiatura.

## Filmografia
- The Troubadour, regia di Murdock MacQuarrie - cortometraggio (1915)
- The Fear Within, regia di Charles Giblyn - cortometraggio (1915)
- A Cigarette - That's All, regia di Phillips Smalley e Lois Weber - cortometraggio (1915)
- A Little Brother of the Rich , regia di Otis Turner (1915)
- Both Sides of Life, regia di Robert Z. Leonard e Lynn Reynolds - cortometraggio (1915)
- Business Is Business, regia di Otis Turner (1915)
- The Frame-Up, regia di Otis Turner  (1915)
- The Palace of Dust, regia di Jacques Jaccard - cortometraggio (1915)
- The New Adventures of Terence O'Rourke, regia di Otis Turner - serial cinematografico (1915)
- When a Queen Loved O'Rourke, regia di Otis Turner - cortometraggio (1915)
- The Piper's Price, regia di Joseph De Grasse (1917)
- The Fighting Gringo, regia di Fred Kelsey (1917)
- Il grimaldello del diavolo (The Devil's Pass Key), regia di Erich von Stroheim (1920)
- Vie del destino (Roads of Destiny), regia di Frank Lloyd (1921)
- La forza d'una menzogna (The Power of a Lie), regia di George Archainbaud (1922)
- Eden Palace (The Garden of Eden), regia di Lewis Milestone (1928)